# Makilingia haightiana
Makilingia haightiana är en insektsart som beskrevs av Baker 1924. Makilingia haightiana ingår i släktet Makilingia och familjen dvärgstritar. Inga underarter finns listade i Catalogue of Life.